# 门根 (锡金邦)
门根（Mangan）是印度锡金邦门根县的一个城镇，是门根县的县治所在地。门根与首府甘托克有碎石路相连。总人口1,248 (2001年)，其中62%为男性。该镇海拔约956 m (3,136英尺)。